# Liga Națională de hochei
Liga Națională de hochei (pol. Narodowa liga hokeja na lodzie) - najwyższy poziom ligowy rozgrywek hokeja na lodzie w Rumunii.

## Triumfatorzy
- 2022: SC Miercurea Ciuc[1]
- 2021: ASC Corona 2010 Braszów[2][3]
- 2020: nie wyłoniony
- 2019: ASC Corona 2010 Braszów[4]
- 2018: SC Miercurea-Ciuc
- 2017: ASC Corona 2010 Braszów
- 2016: CSM Dunărea Galați
- 2015: CSM Dunărea Galați
- 2014: ASC Corona 2010 Braszów
- 2013: HSC Csíkszereda
- 2012: HSC Csíkszereda
- 2011: HSC Csíkszereda
- 2010: SC Miercurea-Ciuc
- 2009: SC Miercurea-Ciuc
- 2008: SC Miercurea-Ciuc
- 2007: SC Miercurea-Ciuc
- 2006: CSA Steaua Bukareszt
- 2005: Steaua Bukareszt
- 2004: SC Miercurea-Ciuc
- 2003: Steaua Bukareszt
- 2002: Steaua Bukareszt
- 2001: Steaua Bukareszt
- 2000: SC Miercurea-Ciuc
- 1999: Steaua Bukareszt
- 1998: Steaua Bukareszt
- 1997: SC Miercurea-Ciuc
- 1996: Steaua Bukareszt
- 1995: Steaua Bukareszt
- 1994: Steaua Bukareszt
- 1993: Steaua Bukareszt
- 1992: Steaua Bukareszt
- 1991: Steaua Bukareszt
- 1990: Steaua Bukareszt
- 1989: Steaua Bukareszt
- 1988: Steaua Bukareszt
- 1987: Steaua Bukareszt
- 1986: Steaua Bukareszt
- 1985: Steaua Bukareszt
- 1984: Steaua Bukareszt
- 1983: Steaua Bukareszt
- 1982: Steaua Bukareszt
- 1981: Dinamo Bukareszt
- 1980: Steaua Bukareszt
- 1979: Dinamo Bukareszt
- 1978: Steaua Bukareszt
- 1977: Steaua Bukareszt
- 1976: Dinamo Bukareszt
- 1975: Steaua Bukareszt
- 1974: Steaua Bukareszt
- 1973: Dinamo Bukareszt
- 1972: Dinamo Bukareszt
- 1971: Dinamo Bukareszt
- 1970: Steaua Bukareszt
- 1969: Steaua Bukareszt
- 1968: Dinamo Bukareszt
- 1967: Steaua Bukareszt
- 1966: Steaua Bukareszt
- 1965: Steaua Bukareszt
- 1964: Steaua Bukareszt
- 1963: Voința Miercurea Ciuc
- 1962: CCA Bukareszt
- 1961: CCA Bukareszt
- 1960: Voința Miercurea Ciuc
- 1959: CCA Bukareszt
- 1958: CCA Bukareszt
- 1957: Recolta Miercurea Ciuc
- 1956: CCA Bukareszt
- 1955: CCA Bukareszt
- 1954: Știința Cluj
- 1953: CCA Bukareszt
- 1952: Avîntul IPEIL Miercurea Ciuc
- 1951: Locomotiva RATA Târgu Mureș
- 1950: Locomotiva RATA Târgu Mureș
- 1949: Avîntul IPEIL Miercurea Ciuc
- 1948: Nie rozgrywano
- 1946: HC Juventus Bukareszt
- 1945: HC Juventus Bukareszt
- 1942–1944: Nie rozgrywano z powodu II wojny światowej
- 1941: HC Juventus Bukareszt
- 1940: Rapid Bukareszt
- 1939: Nie rozgrywano
- 1938: Dragoș Vodă Cernăuți
- 1937: Tenis Club Bukareszt
- 1936: HC Bragadiru Bukareszt
- 1935: Tenis Club Bukareszt
- 1934: Tenis Club Bukareszt
- 1933: Tenis Club Bukareszt
- 1932: Tenis Club Bukareszt
- 1931: Tenis Club Bukareszt
- 1930: Tenis Club Bukareszt
- 1929: HC Bukareszt
- 1928: HC Bukareszt
- 1927: HC Bukareszt
- 1924: Brașovia Brașov

## Edycje od 1989
| Rok  | I miejsce                                                    | II miejsce                                                   | III miejsce                                                  | Sezon zasadniczy                                             |
| ---- | ------------------------------------------------------------ | ------------------------------------------------------------ | ------------------------------------------------------------ | ------------------------------------------------------------ |
| 1990 | CSA Steaua Bukareszt                                         | SC Miercurea Ciuc                                            | Dinamo Bukareszt                                             | CSA Steaua Bukareszt                                         |
| 1991 | CSA Steaua Bukareszt                                         | SC Miercurea Ciuc                                            | CSM Dunărea Galați                                           | –                                                            |
| 1992 | CSA Steaua Bukareszt                                         | SC Miercurea Ciuc                                            | CSM Dunărea Galați                                           | –                                                            |
| 1993 | CSA Steaua Bukareszt                                         | SC Miercurea Ciuc                                            | CSM Dunărea Galați                                           | –                                                            |
| 1994 | CSA Steaua Bukareszt                                         | SC Miercurea Ciuc                                            | CS Sportul Studențesc Bukareszt                              | –                                                            |
| 1995 | CSA Steaua Bukareszt                                         | SC Miercurea Ciuc                                            | CS Sportul Studențesc Bukareszt                              | –                                                            |
| 1996 | CSA Steaua Bukareszt                                         | CS Sportul Studențesc Bukareszt                              | SC Miercurea Ciuc                                            | CSA Steaua Bukareszt                                         |
| 1997 | SC Miercurea Ciuc                                            | CSA Steaua Bukareszt                                         | CS Sportul Studențesc Bukareszt                              | –                                                            |
| 1998 | CSA Steaua Bukareszt                                         | SC Miercurea Ciuc                                            | CS Sportul Studențesc Bukareszt                              | CSA Steaua Bukareszt                                         |
| 1999 | CSA Steaua Bukareszt                                         | SC Miercurea Ciuc                                            | CS Progym Gheorgheni                                         | CSA Steaua Bukareszt                                         |
| 2000 | SC Miercurea Ciuc                                            | CSA Steaua Bukareszt                                         | Rapid Bukareszt                                              | SC Miercurea Ciuc                                            |
| 2001 | CSA Steaua Bukareszt                                         | SC Miercurea Ciuc                                            | CS Progym Gheorgheni                                         | SC Miercurea Ciuc                                            |
| 2002 | CSA Steaua Bukareszt                                         | CS Progym Gheorgheni                                         | SC Miercurea Ciuc                                            | CSA Steaua Bukareszt                                         |
| 2003 | CSA Steaua Bukareszt                                         | SC Miercurea Ciuc                                            | Dinamo Bukareszt                                             | CSA Steaua Bukareszt                                         |
| 2004 | SC Miercurea Ciuc                                            | CSA Steaua Bukareszt                                         | CS Progym Gheorgheni                                         | CSA Steaua Bukareszt                                         |
| 2005 | CSA Steaua Bukareszt                                         | SC Miercurea Ciuc                                            | CS Progym Gheorgheni                                         | CSA Steaua Bukareszt                                         |
| 2006 | CSA Steaua Bukareszt                                         | SC Miercurea Ciuc                                            | CS Progym Gheorgheni                                         | SC Miercurea Ciuc                                            |
| 2007 | SC Miercurea Ciuc                                            | CSA Steaua Bukareszt                                         | HC Miercurea Ciuc                                            | SC Miercurea Ciuc                                            |
| 2008 | SC Miercurea Ciuc                                            | HC Miercurea Ciuc                                            | CSA Steaua Bukareszt                                         | SC Miercurea Ciuc                                            |
| 2009 | SC Miercurea Ciuc                                            | HC Miercurea Ciuc                                            | CSA Steaua Bukareszt                                         | HC Miercurea Ciuc                                            |
| 2010 | SC Miercurea Ciuc                                            | Steaua Rangers                                               | SCM Fenestela Brașov                                         | SC Miercurea Ciuc                                            |
| 2011 | SC Miercurea Ciuc                                            | ASC Corona 2010 Braszów                                      | CSA Steaua Bukareszt                                         | SC Miercurea Ciuc                                            |
| 2012 | SC Miercurea Ciuc                                            | ASC Corona 2010 Braszów                                      | CSA Steaua Bukareszt                                         | ASC Corona 2010 Braszów                                      |
| 2013 | SC Miercurea Ciuc                                            | ASC Corona 2010 Braszów                                      | CSA Steaua Bukareszt                                         | SC Miercurea Ciuc                                            |
| 2014 | ASC Corona 2010 Braszów                                      | SC Miercurea Ciuc                                            | CS Progym Gheorgheni                                         | CSA Steaua Bukareszt                                         |
| 2015 | CSM Dunărea Galați                                           | CSA Steaua Bukareszt                                         | CS Progym Gheorgheni                                         | CSA Steaua Bukareszt                                         |
| 2016 | CSM Dunărea Galați                                           | SC Miercurea Ciuc                                            | ASC Corona 2010 Braszów                                      | SC Miercurea Ciuc                                            |
| 2017 | ASC Corona 2010 Braszów                                      | SC Miercurea Ciuc                                            | CSM Dunărea Galați                                           | ASC Corona 2010 Braszów                                      |
| 2018 | SC Miercurea Ciuc                                            | ASC Corona 2010 Braszów                                      | CSA Steaua Bukareszt                                         | SC Miercurea Ciuc                                            |
| 2019 | ASC Corona 2010 Braszów                                      | CSM Dunărea Galați                                           | SC Miercurea Ciuc                                            | ASC Corona 2010 Braszów                                      |
| 2020 | Sezon został przerwany i anulowany wskutek pandemii COVID-19 | Sezon został przerwany i anulowany wskutek pandemii COVID-19 | Sezon został przerwany i anulowany wskutek pandemii COVID-19 | Sezon został przerwany i anulowany wskutek pandemii COVID-19 |
| 2021 | ASC Corona 2010 Braszów                                      | HSC Csíkszereda                                              | CSM Dunărea Galați                                           | ASC Corona 2010 Braszów                                      |
| 2022 | SC Miercurea Ciuc                                            | CS Progym Gheorgheni                                         | ASC Corona 2010 Braszów                                      | SC Miercurea Ciuc                                            |

## Bilans triumfatorów
- 40 CSA Steaua Bukareszt
- 16 HSC Csíkszereda (także jako SC Miercurea-Ciuc)
- 7 CS Dinamo Bukareszt
- 5 Tenis Club Bukareszt
- 4 Juventus Bukareszt
- 4 ASC Corona 2010 Braszów
- 3 HC Bukareszt
- 2 CSM Dunărea Galați
- 2 Telefon Club Bukareszt
- 2 RATA Târgu Mureș
- 1 Braşovia Brașov
- 1 Bragadiru Bukareszt
- 1 Dragoș Vodă Cernăuți
- 1 Venus Bukareszt
- 1 Rapid Bukareszt
- 1 Ciocanul Bukareszt
- 1 Știința Cluj-Napoca